# Схема Топлісса
Схема Топлісса (англ. Topliss scheme) — у хімії ліків — схема, на якій представлено послідовно синтезовані сполуки та їхня біологічна активність. Використовується в дизайні ліків для якісного аналізу структура—активність з метою розробки стратегії пошуку найдоцільнішої зміни структури сполуки для наступного синтезу.